# Don Elgin
Donald James William Elgin, detto Don (Donald, 19 dicembre 1975), è un atleta paralimpico australiano.

## Biografia
Elgin è nato il 19 dicembre 1975 a Donald, nello stato di Victoria. È nato senza la gamba sinistra e il pollice sinistro, con dita piccole e palmate su entrambe le mani; il suo piede sinistro malformato è stato amputato poco dopo la sua nascita e ha subito un intervento chirurgico a cuore aperto all'età di tre anni. È cresciuto nella città di Tocumwal, nel Nuovo Galles del Sud, e da adolescente ha gareggiato nell'atletica leggera e nel nuoto. Vive a Melbourne con la moglie e i suoi quattro figli: un maschio e tre femmine. È il fondatore e amministratore delegato di StarAmp Global, una società di gestione di boutique specializzata nella gestione e nel supporto dei concorrenti paralimpici. Lavora anche come oratore motivazionale sia in Australia che nel resto del mondo.

### Carriera sportiva
Elgin ha partecipato per la prima volta in una competizione sportiva ai Campionati per amputati del Nuovo Galles del Sud del 1990. La sua prima competizione internazionale furono i Campionati mondiali di atletica leggera paralimpica del 1994 a Berlino, dove vinse una medaglia d'oro nella staffetta 4×100 m e una medaglia di bronzo nel salto in alto. Ha partecipato senza vincere alcuna medaglia ai Giochi paralimpici di Atlanta 1996 ed è arrivato quarto nel pentathlon ai Campionati mondiali di atletica leggera paralimpica del 1998 a Birmingham. Ai Giochi paralimpici di Sydney 2000, ha vinto una medaglia di bronzo nel pentathlon P44 maschile. Ai Campionati mondiali di atletica leggera paralimpica del 2002 a Lilla, vinse due medaglie d'argento nel pentathlon e nella staffetta 4×400 m e una medaglia di bronzo nella staffetta 4×100 m. Ai Giochi di Atene 2004, ha vinto una medaglia d'argento nella staffetta 4×400 m T42–46 maschile e due medaglie di bronzo nelle gare 4×100 m T42–46 maschile e pentathlon P44 maschile. È arrivato sesto nel pentathlon ai Campionati mondiali di atletica leggera paralimpica 2006, dove è stato il portabandiera australiano alla cerimonia di apertura, e ha commentato i Giochi del Commonwealth di quell'anno a Melbourne. Si è ritirato dalla atletica leggera paralimpica nel 2008, ma è tornato in attività nel 2013 dopo aver appreso che l'atletica paralimpica sarebbe stata inclusa nel programma dei Giochi del Commonwealth di Glasgow del 2014. Giunse ottavo nel lancio del disco maschile F42/44 ai giochi scozzesi.
Nel 2000, ha ricevuto la medaglia dello sport australiano per "i servizi resi allo sport per amputati". I suoi allenatori sono stati Roy Boyd, Cath Woodruff, John Eden, De Jennings, and Peter Negropontis.

## Palmarès
| Anno | Manifestazione       | Sede    | Evento         | Risultato | Prestazione | Note |
| ---- | -------------------- | ------- | -------------- | --------- | ----------- | ---- |
| 1994 | Mondiali paralimpici | Berlino | Salto in alto  | Bronzo    | 1,50 m      |      |
| 1994 | Mondiali paralimpici | Berlino | 4×100 m        | Oro       |             |      |
| 2000 | Giochi paralimpici   | Sydney  | Pentathlon P44 | Bronzo    | 4 563 p.    |      |
| 2002 | Mondiali paralimpici | Lilla   | Pentathlon     | Argento   | 4 878 p.    |      |
| 2002 | Mondiali paralimpici | Lilla   | 4×100 m        | Bronzo    | 44"71       |      |
| 2002 | Mondiali paralimpici | Lilla   | 4×400 m        | Argento   | 3'43"17     |      |
| 2004 | Giochi paralimpici   | Atene   | Pentathlon P44 | Bronzo    | 4 152 p.    |      |
| 2004 | Giochi paralimpici   | Atene   | 4×100 m T42-46 | Bronzo    | 44"03       |      |
| 2004 | Giochi paralimpici   | Atene   | 4×400 m T42-46 | Argento   | 3'33"55     |      |